# 김미혜 (1970년)
김미혜(1970년 3월 19일 ~ )는 대한민국의 뮤지컬배우이다.

## 학력
- 계원예술고등학교
- 성균관대학교 무용학과

## 경력
- 샘컴퍼니 대표 이사

## 뮤지컬
- 2000년 캐츠
- 2001년 넌센스
- 2003년 넌센스 잼버리
- 2004년 브로드웨이 42번가
- 2005년 넌센스 잼보리
- 2006년 넌센스 잼보리